# 晃山昌士
晃山 昌士（こうざん まさし、1951年6月14日 - ）は、青森県五所川原市出身で高島部屋に所属した元大相撲力士。本名は高橋 力雄（旧姓・蒔田）。184cm、115kg。最高位は西十両筆頭。得意技は突き、押し。

## 経歴
1965年7月場所初土俵、1974年5月場所十両昇進、以後8場所連続で十両在位したが入幕ならず、1975年9月場所に幕下陥落、1980年9月場所限りで廃業。

## 主な成績
- 通算成績：354勝333敗7休 勝率.515
- 十両成績：54勝66敗 勝率.450
- 現役在位：92場所
- 十両在位：8場所
- 各段優勝
  - 三段目優勝：1回（1971年3月場所）

### 場所別成績
| | 一月場所 初場所（東京） | 三月場所 春場所（大阪） | 五月場所 夏場所（東京） | 七月場所 名古屋場所（愛知） | 九月場所 秋場所（東京） | 十一月場所 九州場所（福岡） |
| --- | ----------------------- | ----------------------- | ----------------------- | --------------------------- | ----------------------- | --------------------------- |
| 1965年 （昭和40年） | x                       | x                       | x                       | （前相撲）                  | （前相撲）              | 東序ノ口18枚目 5–2          |
| 1966年 （昭和41年） | 西序二段78枚目 2–5      | 東序二段91枚目 3–4      | 西序二段101枚目 4–3     | 西序二段45枚目 休場 0–0–7   | 西序二段95枚目 2–5      | 西序二段93枚目 5–2          |
| 1967年 （昭和42年） | 西序二段44枚目 2–5      | 西序二段68枚目 5–2      | 東序二段62枚目 5–2      | 西序二段9枚目 3–4           | 西序二段22枚目 3–4      | 西序二段35枚目 5–2          |
| 1968年 （昭和43年） | 東三段目100枚目 4–3     | 西三段目82枚目 3–4      | 西三段目94枚目 3–4      | 西序二段4枚目 4–3           | 東三段目83枚目 3–4      | 東三段目91枚目 3–4          |
| 1969年 （昭和44年） | 東三段目95枚目 3–4      | 東序二段3枚目 6–1       | 西三段目64枚目 5–2      | 東三段目36枚目 5–2          | 西三段目8枚目 1–6       | 東三段目39枚目 4–3          |
| 1970年 （昭和45年） | 西三段目27枚目 5–2      | 西三段目2枚目 4–3       | 西幕下53枚目 4–3        | 東幕下46枚目 2–5            | 東三段目6枚目 3–4       | 西三段目16枚目 3–4          |
| 1971年 （昭和46年） | 西三段目25枚目 5–2      | 西三段目7枚目 優勝 7–0  | 西幕下20枚目 1–6        | 東幕下43枚目 2–5            | 東三段目6枚目 6–1       | 東幕下36枚目 3–4            |
| 1972年 （昭和47年） | 東幕下41枚目 5–2        | 西幕下24枚目 2–5        | 西幕下39枚目 4–3        | 東幕下33枚目 4–3            | 東幕下28枚目 4–3        | 西幕下24枚目 3–4            |
| 1973年 （昭和48年） | 東幕下31枚目 4–3        | 西幕下26枚目 2–5        | 東幕下43枚目 6–1        | 東幕下17枚目 5–2            | 西幕下8枚目 4–3         | 東幕下7枚目 5–2             |
| 1974年 （昭和49年） | 西幕下筆頭 4–3          | 東幕下筆頭 5–2          | 東十両10枚目 8–7        | 東十両9枚目 8–7             | 東十両4枚目 9–6         | 西十両筆頭 5–10             |
| 1975年 （昭和50年） | 西十両7枚目 7–8         | 西十両9枚目 8–7         | 東十両8枚目 6–9         | 西十両12枚目 3–12           | 西幕下11枚目 3–4        | 西幕下16枚目 5–2            |
| 1976年 （昭和51年） | 東幕下9枚目 4–3         | 西幕下6枚目 3–4         | 西幕下14枚目 3–4        | 西幕下19枚目 3–4            | 西幕下24枚目 4–3        | 西幕下16枚目 5–2            |
| 1977年 （昭和52年） | 西幕下8枚目 4–3         | 東幕下6枚目 5–2         | 西幕下2枚目 3–4         | 西幕下6枚目 4–3             | 東幕下4枚目 3–4         | 西幕下7枚目 4–3             |
| 1978年 （昭和53年） | 西幕下6枚目 4–3         | 西幕下3枚目 2–5         | 西幕下18枚目 5–2        | 西幕下6枚目 4–3             | 東幕下4枚目 4–3         | 西幕下筆頭 2–5              |
| 1979年 （昭和54年） | 東幕下14枚目 4–3        | 東幕下11枚目 3–4        | 西幕下18枚目 5–2        | 東幕下8枚目 3–4             | 東幕下14枚目 5–2        | 西幕下7枚目 1–6             |
| 1980年 （昭和55年） | 東幕下26枚目 4–3        | 西幕下21枚目 1–6        | 西幕下50枚目 4–3        | 東幕下42枚目 3–4            | 東幕下52枚目 引退 3–4–0 | x                           |
| 各欄の数字は、「勝ち-負け-休場」を示す。 優勝 引退 休場 十両 幕下 三賞：敢=敢闘賞、殊=殊勲賞、技=技能賞 その他：★=金星 番付階級：幕内 - 十両 - 幕下 - 三段目 - 序二段 - 序ノ口 幕内序列：横綱 - 大関 - 関脇 - 小結 - 前頭（「#数字」は各位内の序列） |                         |                         |                         |                             |                         |                             |

## 改名歴
- 蒔田（まきた）1965年7月場所 - 1969年1月場所
- 晃山 昌士（こうざん まさし）1969年3月場所 - 1976年5月場所[1]
- 稜威晃（いつひかり）1976年7月場所 - 1977年9月場所
- 晃乃山 兼光（こうのやま かねみつ）1977年11月場所 - 1980年9月場所